# Max du Prel

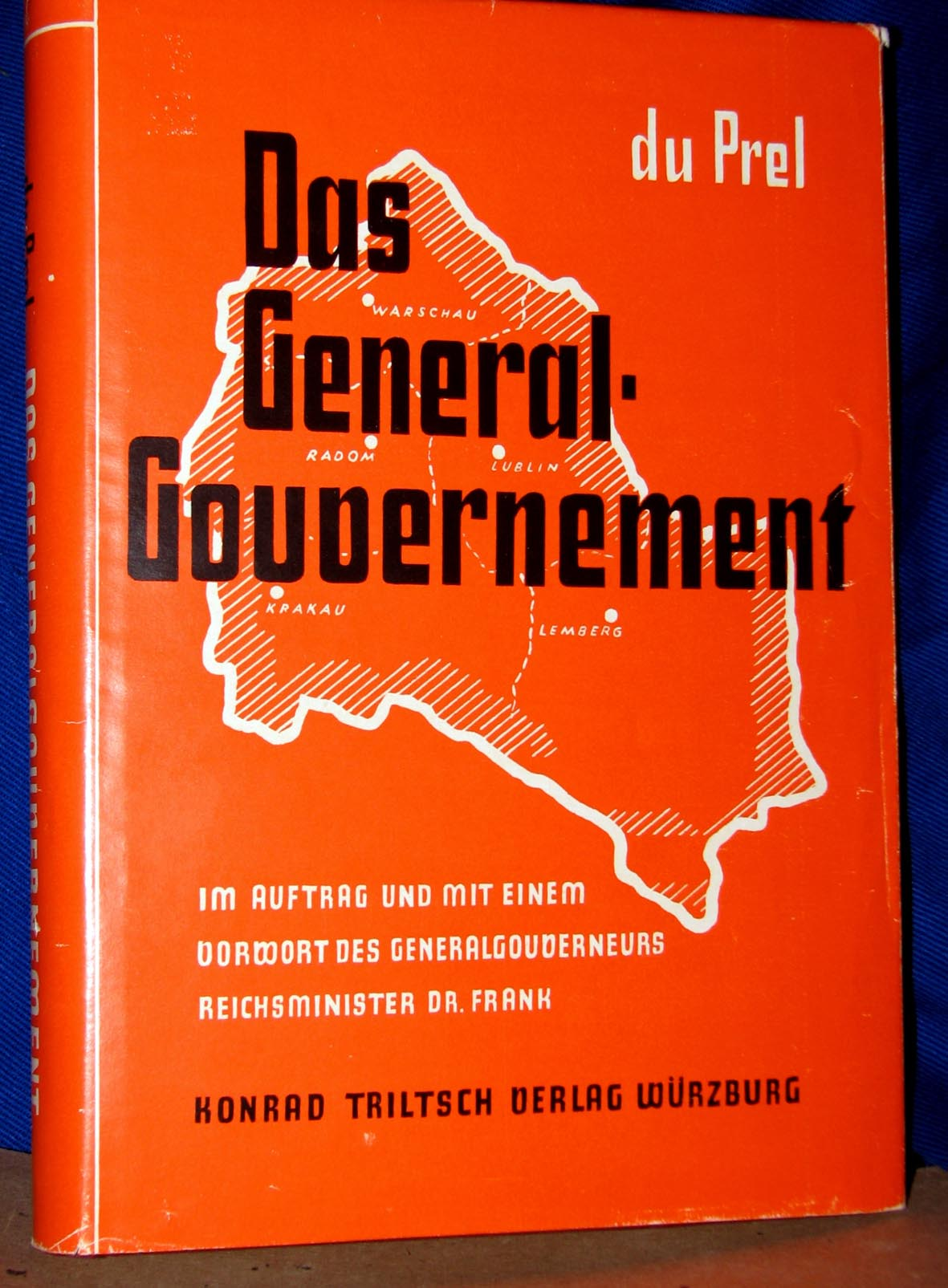
Propagandowa książka o Generalnym Gubernatorstwie, wyd. 2

Maximilian Freiherr du Prel - hitlerowski urzędnik w Generalnym Gubernatorstwie, szef głównego wydziału propagandy.

## Książki
- Zeitung und Zeitungsbeitrag in Urheberrecht unter besonderen Berücksichtigung der Abgrenzung der Zeitung von der Zeitschrift und der Zeitungsbildberichterstattung, praca doktorska, Universität Erlangen, München 1931.
- Die Polen vor Berlin - Deutschland im Spiegel der polnischen Kriegspropaganda Krakau 1940.
- Das Deutsche Generalgouvernement Polen - Ein Überblick über Gebiet, Gestaltung und Geschichte Krakau 1940.
- Die Niederlande im Umbruch der Zeiten - Alte und neue Beziehungen zum Reich, Im Auftrag des Reichskommissars f. d. besetzten niederländischen Gebiete, Seyss-Inquart Würzburg 1941.
- Das Generalgouvernement, Im Auftrag und mit einem Vorwort des Generalgouverneurs Reichsministers Dr. Hans Frank Würzburg 1942.
- Herausgeber: Schriftenreihe des Instituts zur Erforschung und Förderung des internationalen Pressewesens der Union nationaler Journalistenverbände Nürnberg.